# Emilie Martin
Emilie Norton Martin (Elizabeth, Nova Jersey, 30 de dezembro de 1869 – 8 de fevereiro de 1936) foi uma matemática estadunidense. Foi professora de matemática do Mount Holyoke College.

## Vida
Martin obteve a graduação em matemática no Bryn Mawr College em 1894, onde continuou os estudos de pós-graduação sob orientação de Charlotte Scott. Em 1897-1898 obteve uma bolsa de estudos Mary E. Garrett da Bryn Mawr para estudar na Universidade de Göttingen. Em Göttingen Martin e Virginia Ragsdale assistiram aulas de Felix Klein e David Hilbert. Embora seu nome com sua tese tenham sido impressos no commencement program em 1899, seu Ph.D. somente foi homologado em 1901, quando sua tese foi publicada.
Em 1903 tornou-se instrutora no Mount Holyoke College. Foi depois promovida a associate professor e depois professor. Em 1904 publicou o índice dos dez primeiros volumes do Bulletin of the American Mathematical Society.
Martin foi membro da American Association for the Advancement of Science, da American Mathematical Society e da Mathematical Association of America.